# A Whole New World
"A Whole New World" és la cançó més representativa del llargmetratge animat de Disney de 1992 Aladdin, amb música d'Alan Menken i lletra de Tim Rice. Un duet gravat originalment pels cantants Brad Kane i Lea Salonga en els seus respectius papers com a veus cantants dels personatges principals Aladdin i Jasmine, la balada serveix tant com a cançó d'amor com a tema principal de la pel·lícula. Líricament, "A Whole New World" descriu Aladdin mostrant a la princesa confinada una vida de llibertat i el reconeixement de la parella del seu amor l'un per l'altre mentre munten sobre una catifa màgica.
La cançó va obtenir un Oscar a la millor cançó original als Premis de 1992, un Globus d' Or a la millor cançó original, i un premi Grammy a la millor cançó escrita específicament per a una pel·lícula o per a televisió, així com un premi Grammy a la cançó de l'any, l'única cançó de Disney que l'ha obtingut. El mateix any, la versió pop cantada per Peabo Bryson i Regina Belle també va ser nominada a Disc de l'any i Millor interpretació pop d'un duo o grup vocal, guanyant per aquesta última.
Mena Massoud i Naomi Scott van interpretar la cançó en la versió en directe d' Aladdin (2019). Zayn Malik i Zhavia Ward van fer la seva versió de la cançó per als crèdits finals.

## Versió pop de Peabo Bryson i Regina Belle
Aquell mateix any es va publicar una única versió de la cançó i va ser interpretada pels artistes nord-americans Peabo Bryson i Regina Belle. Aquesta versió es reprodueix als crèdits finals de la pel·lícula i es fa referència a la banda sonora com "Aladdin's Theme". La versió va assolir el número u de la llista Billboard Hot 100 dels Estats Units durant una setmana, i va acabar el 6 de març de 1993, substituint la versió d'"I Will Always Love You" de Whitney Houston, que havia passat un rècord de 14 setmanes a la part superior del gràfic. Va ser or i va vendre 600.000 còpies als Estats Units. El tema va assolir el número 12 a la llista de senzills del Regne Unit el 1993.
La cançó és la primera cançó d'una pel·lícula d'animació de Disney que va encapçalar el Billboard Hot 100 dels EUA. Va ser l'única cançó de Disney que va aconseguir aquesta gesta fins que "We Don't Talk About Bruno" d'Encanto va arribar al cim el 2022. La versió senzilla es va incloure més tard a l'àlbum d'estudi de Belle, Passion (1993) i a l'àlbum d'estudi de Bryson Through the Fire (1994).

### Recepció crítica
Alan Jones de Music Week va donar a la cançó cinc de cinc. Va escriure: "El tema d' Aladdin és un gran duet balada molt atractiu. Un tour de force melòdic amb un atractiu ampli, s'aconsella sàviament com el número u de Nadal".

### Gràfics
| Gràfic (1993–1994)                    | Màxima posició |
| ------------------------------------- | -------------- |
| Austràlia (ARIA)                      | 10             |
| Bèlgica (Ultratop 50 Flandes)         | 14             |
| Canadà Top Singles (RPM)              | 6              |
| Canadà Adult Contemporary (RPM)       | 1              |
| Europa (Eurochart Hot 100)            | 24             |
| Alemanya (Llistes oficials alemanyes) | 70             |
| Islàndia (Íslenski Listinn Topp 40)   | 2              |
| Irlanda (IRMA)                        | 11             |
| Païssos Baixos (Dutch Top 40)         | 18             |
| Païssos Baixos (Single Top 100)       | 14             |
| Nova Zelanda (Recorded Music NZ)      | 8              |
| UK Singles (OCC)                      | 12             |
| UK Airplay (Music Week)               | 8              |
| US Billboard Hot 100                  | 1              |
| US Adult Contemporary (Billboard)     | 1              |
| US Hot R&B/Hip-Hop Songs (Billboard)  | 21             |
| US Mainstream Top 40 (Billboard)      | 1              |
| US Rhythmic (Billboard)               | 18             |
| US Cash Box Top 100                   | 2              |

| Gràfic (1993)                        | Posició |
| ------------------------------------ | ------- |
| Austràlia (ARIA)                     | 50      |
| Canada Top Singles (RPM)             | 56      |
| Canada Adult Contemporary (RPM)      | 6       |
| Nova Zelanda (Recorded Music NZ)     | 37      |
| US Billboard Hot 100                 | 18      |
| US Adult Contemporary (Billboard)    | 6       |
| US Hot R&B/Hip-Hop Songs (Billboard) | 98      |

| Gràfic (1994)                       | Posició |
| ----------------------------------- | ------- |
| Islàndia (Íslenski Listinn Topp 40) | 34      |

## Certificacions i vendes

### Versió de Kane i Salonga
| País                             | Certificació | Vendes      |
| -------------------------------- | ------------ | ----------- |
| Estats Units (RIAA)              | 2 x Platí    | 2.000.000 + |
| Nova Zelanda (Recorded Music NZ) | Or           | 15.000 +    |
| Regne Unit (BPI)                 | Platí        | 600.000 +   |

|}

### Versió de Bryson i Belle
| País                | Certificació | Vendes    |
| ------------------- | ------------ | --------- |
| Estats Units (RIAA) | Or           | 500.000 + |

### Versió de Massoud i Scott
| País                       | Certificació | Vendes    |
| -------------------------- | ------------ | --------- |
| Brasil (Pro-Música Brasil) | Or           | 20.000 +  |
| Estats Units (RIAA)        | Or           | 500.000 + |

### Versió de Zayn i Zhavia
| País                             | Certificació | Vendes   |
| -------------------------------- | ------------ | -------- |
| Brasil (Pro-Música Brasil)       | 2 x Platí    | 80.000 + |
| Nova Zelanda (Recorded Music NZ) | Or           | 15.000 + |

## Versions

### Versió Jose Mari Chan
A les Filipines, una versió de la cançó interpretada per Jose Mari Chan, un artista filipí, va ser llançada com a senzill a través de Bell Films (una filial d' Universal Records) el 1993, coincidint amb l'estrena a les filipines d'Aladdin el 30 d'abril 1993.
Jaehyun, llavors membre de SM Rookies, que més tard va debutar com a membre del grup de nois NCT i l'antic membre Seo Herin va interpretar la cançó al programa de Disney Channel Korea Mickey Mouse Club el desembre de 2015.

## Altres versions
- El 1993, els cantants francesos Karine Costa i Daniel Lévi van publicar una versió en francès de la cançó titulada "Ce rêve bleu" (aquest somni blau). Aquesta versió va assolir el número tres de la llista francesa de singles SNEP el gener de 1994, acabant l'any com el 21è senzill amb més èxit del país.[50][51]
- El 2018, Riff Raff i Jonathan Hay van crear una versió de hip-hop de la cançó per a l'àlbum The Hoodlum Ball.[52]
- La veu de Zayn també es va utilitzar per a dues versions anglès -castellà de la cançó, "Un Mundo Ideal". Les parts en castellà van ser cantades per al mercat llatinoamericà per la cantant nord-americana Becky G i per al mercat espanyol per la cantant catalana Aitana.[53][54][55]
- El 2020, Ben Platt i Idina Menzel la van interpretar com a part de l'especial de televisió The Disney Family Singalong: Volume II.[56]
- El 2024, la banda de rock alternatiu Yellowcard va versionar la cançó per a un àlbum recopilatori de Disney titulat A Whole New Sound, fent duet amb Chrissy Costanza d'Against the Current.